# Llamas de la Ribera
Llamas de la Ribera es un municipio y villa española de la provincia de León, en la comunidad autónoma de Castilla y León. Cuenta con una población de 791 habitantes (INE 2024).

## Geografía

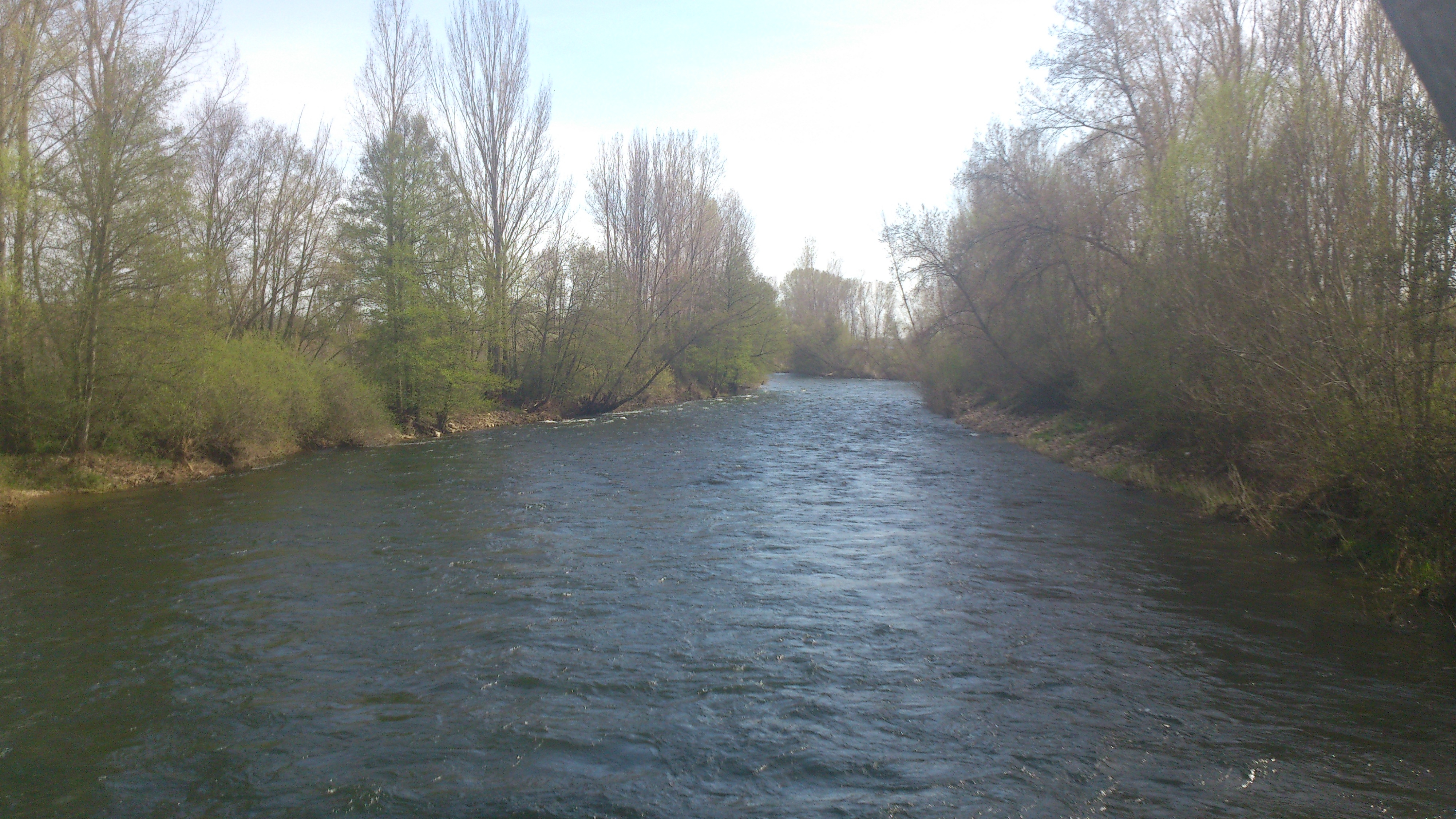
Río Órbigo

La localidad de Llamas de la Ribera, cabeza del municipio, está situada en la margen derecha del Órbigo, río que da nombre a la comarca. A mitad de camino entre las localidades de Carrizo de la Ribera y Las Omañas, y a una distancia de 30 km de la capital. Sus fértiles tierras se destinan a diversos tipos de cultivos, destacando por su importancia y tradición desde hace varias décadas el del lúpulo.

## Historia
Su territorio fue ocupado por el pueblo astur, dada su proximidad geográfica a la ciudad de Astorga y basado en el asentamiento de la fértil vega dominada por el Castro de las Coronas de Tardepanes.
Tras el sometimiento de la península ibérica por Roma, Llamas fue un importante asentamiento de los romanos quienes llamaban a la villa Valdellamas. Era paso obligado de las legiones romanas para ir a trabajar en la extracción de oro de las Miédolas de Las Omañas. Al ser una zona agrícola y dedicada al cultivo de lino principalmente, existían varios molinos dedicados a la preparación del lino y de la linaza, cuya extracción y cambio por granos consolidaría el comercio.
La rentabilidad de la explotación de oro cercana impulsó una extensa red viaria paralela al río Órbigo, calzadas romanas que discurrían hasta Hospital de Órbigo, Astorga o León. La riqueza de esta ribera donde la abundancia de agua se sumaba a la fertilidad de la tierra, no pasó desapercibida a la codicia de la nobleza, dando lugar al establecimiento de varios Señoríos como los Quiñones.

## Demografía
Cuenta con una población de 791 habitantes (INE 2024).
| Gráfica de evolución demográfica de Llamas de la Ribera entre 1842 y 2021 |
| |
| Población de derecho según los censos de población del INE Población de hecho según los censos de población del INE Entre el censo de 1857 y el anterior disminuye el término del municipio porque independiza a Carrizo |

## Economía
Esta localidad, se nutre, principalmente de lúpulo, aunque también hay agricultura y ganadería.
El lúpulo es un ingrediente esencial para la elaboración de la cerveza. De las flores de esta planta se extrae la “lupina”, que es lo que le aporta el sabor amargo y aroma propios de la cerveza. También hace que la espuma de dicha cerveza sea más estable, además de conservar mejor su frescor.
Entre el 95 y 99 % del lúpulo que se produce en España procede de León, concretamente del entorno de Llamas de la Ribera y la zona del Órbigo. El lúpulo, según el experto José Antonio Magadán, necesita climas continentales, con inviernos fríos y húmedos, suelos profundos y PHs neutros o ligeramente ácidos, los cuales se cumplen en Llamas a la perfección.
El lúpulo se cosecha entre el veinte de agosto y veinticinco de septiembre.

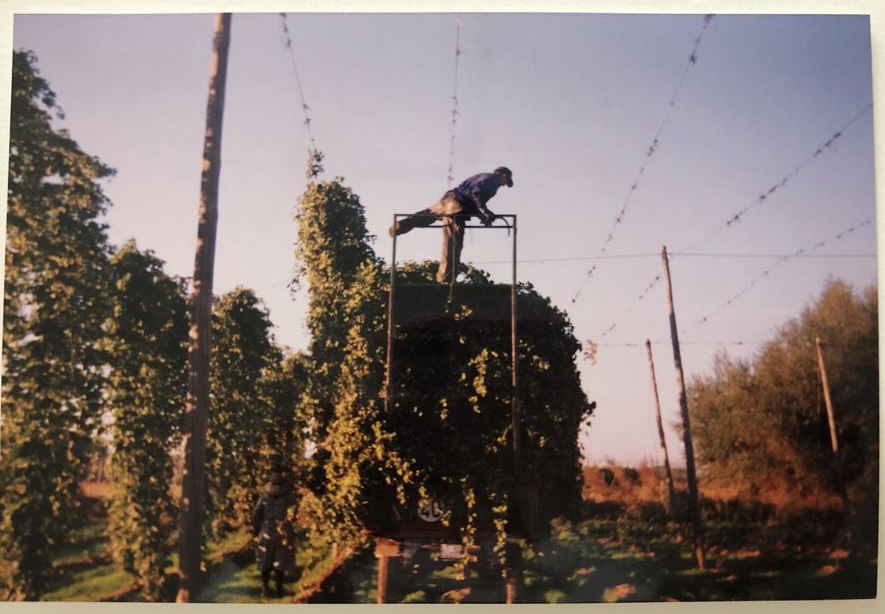
Lúpulo

La máquina más usada es la peladora.
Los pasos son los siguientes: primero se cosecha el lúpulo, después se lleva a la secadora, ya que antes de prensarlo debe estar seco; a continuación, se prensa y se mete en sacos, y, por último, se lleva a la fábrica.

## Cultura

### Patrimonio

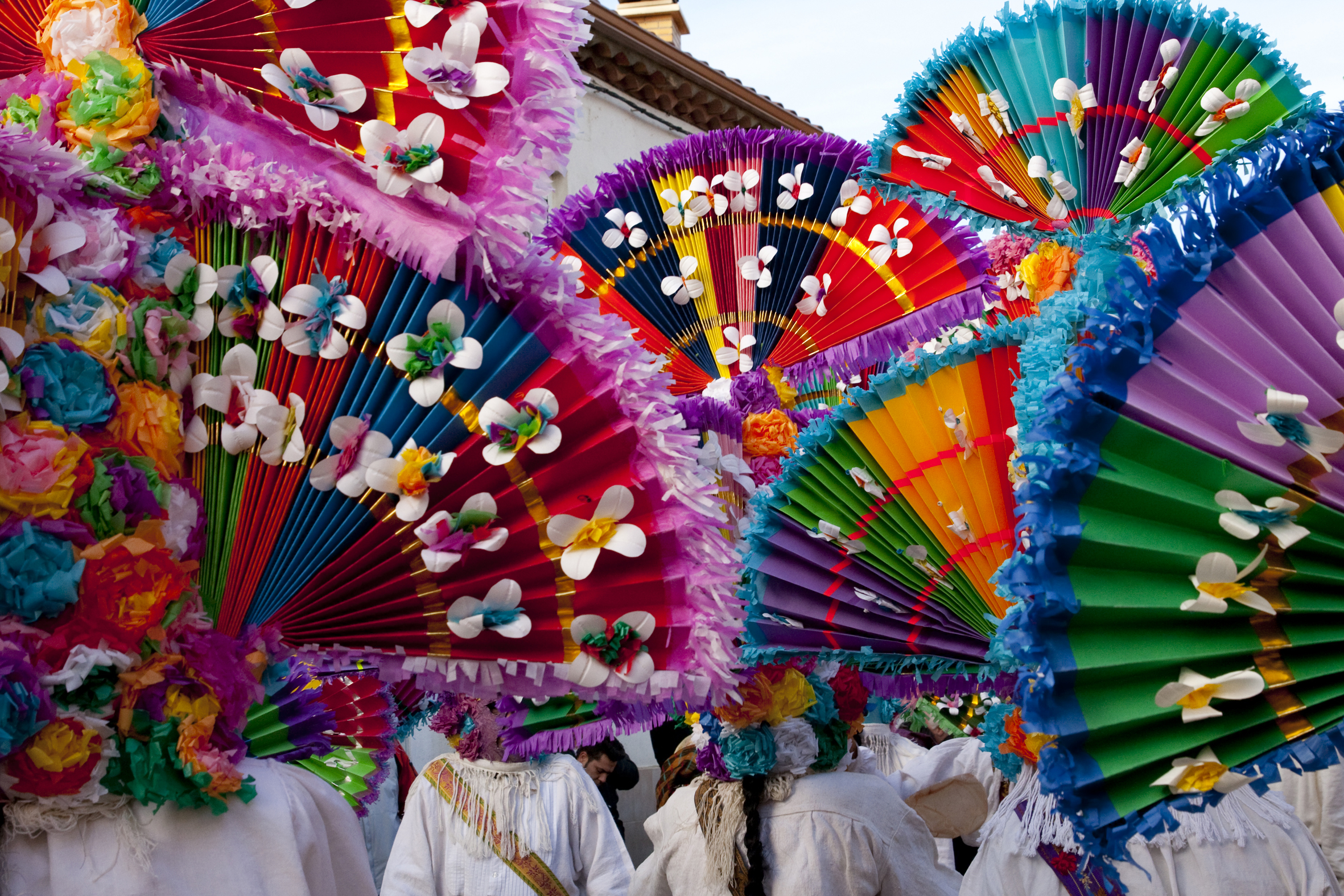
Antruejo

Iglesia de Ntra. Sra. Santa María: data del siglo XVII y está dedicada a Santa María, que celebra su festividad el 15 de agosto. Su estructura es la tradicional de la zona. Construida en mampostería de piedra llama la atención su torre y su campanario. En su interior preside un altar mayor del renacimiento con influencia barroca. Aloja diversas talla de interés como la Virgen de los Dolores, San Roque o el Cristo yacente en una urna de cristal.
Ermita del Calvario: del siglo XVII dedicada a San Francisco por una supuesta aparición en el lugar. Tradicionalmente en Cuaresma se hacían los pasos desde la iglesia de Ntra.Sra. hasta la ermita siguiendo un recorrido por las distintas cruces de piedra donde se realizaban oraciones. Actualmente está restaurada y acondicionada para exposiciones culturales.
Las casas de la ribera suelen ser tradicionalmente de grandes proporciones con bellos patios y corredores. Algunas conservan en sus fachadas la grandeza pasada de su historia en excelentes escudos nobiliarios.

### Tradiciones
Especialmente digno de mención es El Antruejo, declarado Fiesta de interés turístico provincial y que tiene sus orígenes en la más remota antigüedad. Se celebra en la tarde del domingo anterior al martes de Carnaval. Es representada por un conjunto de personajes cuya misión consistía en salir a la calle recorriendo casas y pueblos limítrofes con aire festivo y la intención de provocar el susto y la impresión entre el gentío.
Los personajes más relevantes son los guirrios y las madamas, hombres con una indumentaria muy peculiar y máscaras llenas de color y mujeres ataviadas con trajes de gala típicos de las comarca y de alto valor por su antigüedad y sobre todo por los complementos (collaradas, pendientes, etc). A estos les acompañan otros personajes como la gomia, el toro, la rosita, el diablo y los enanitos. En resumen, se trata de una fiesta muy pintoresca que destaca por su singularidad.
También es digna de mención Santa Catalina, en el que todo el pueblo sube en carros de tractores a la ermita de Santa Catalina, la cual se encuentra en el monte de Secarejo, allí se pasa todo el día jugando al Bingo, comiendo las típicas galletas con nata, y lo más importante, la misa de Santa Catalina.

### Deportes
Hay una gran tradición deportiva, siendo un pueblo que cuenta con un minigolf y numerosas canchas deportivas de fútbol, baloncesto, balonmano, tenis y pádel.
Además durante el verano suelen organizarse torneos sobre algunos de estos deportes, como la carrera popular o el Torneo de Llamas.